# Campeonato nacional de Estados Unidos 1896
Lista de los campeones del Campeonato nacional de Estados Unidos de 1896:

## Senior

### Individuales masculinos
Robert Wrenn vence a  Fred Hovey, 7–5, 3–6, 6–0, 1–6, 6–1

### Individuales femeninos
Elisabeth Moore vence a  Juliette Atkinson, 6–4, 4–6, 6–2, 6–2

### Dobles masculinos
Carr Neel /  Sam Neel vencen a  Robert Wrenn /  Malcolm Chace,  6–3, 1–6, 6–1, 3–6, 6–1

### Dobles femeninos
Elisabeth Moore /  Juliette Atkinson vencen a  Annabella Wistar /  Amy Williams, 6–3, 9–7

### Dobles mixto
Juliette Atkinson /  Edwin P. Fischer vencen a  Amy Williams /  Mantle Fielding, 6–2, 6–3, 6–3
| Predecesor: 1895                         | Campeonato nacional de Estados Unidos 1896 | Sucesor: 1897                         |
| Predecesor: Campeonato de Wimbledon 1896 | Grand Slam 1896                            | Sucesor: Campeonato de Wimbledon 1897 |

- Datos: Q2620232